# Энки
Энки (шум. Э́а, Э́йа; аккад. Ха́йа) — в шумеро-аккадской мифологии один из трёх великих богов (наряду с Ану и Энлилем). Божество мудрости, подземных пресных вод и подземного мира, культурных изобретений, создатель реки Тигр; благосклонен к людям. Имел эпитеты: хитроумный, многомудрый, совершенный разумом («Разум Обширный»). 
Почитался как бог-покровитель города Эриду. Там был его главный храм, называвшийся в честь «Абзу́». Так же назывался мифический мировой океан подземных пресных вод, окружающий землю. По мифам, Абзу (Апсу), смешавшись с Тиамат, создал богов «старшего поколения». Энки усыпляет и убивает его, а затем возводит над ним жилище, где зачинает Мардука. По повелению Энки его супруга Нинмах (Ки) создаёт из глины первого человека — Адапу.
В вавилонской традиции — отец Мардука и супруг Дамкины (Дамгальнуны).
У него был слуга — Кулулу (получеловек-полурыба)

## Образ
«Господин Земли», или «владыка Низа» (варианты перевода имени «Энки») изображался окружённым источниками вод, с рыбьим хвостом (подобно Олокуну и Дагону) и светильником. При раскопках возле его жертвенника найдено особенно много рыбьих костей. 
Самюэль Крамер, один из ведущих шумерологов мира, отмечает свидетельства жгучей ревности Энки к своему брату Энлилю. Исследователь назвал ряд древних текстов «Энки и его комплекс неполноценности». Космогонические представления, лежащие в основе шумеро-аккадской мифологии, различают небесный мир бога Ану, надземный мир Энлиля (Бела) и подземный, принадлежащий Эйя. Под землёй находится царство мертвых. (Главные представления шумеро-аккадских мифов, определяющие положение трёх миров, изложены у Диодора Сицилийского.) Учитывая то, что имя Энки означает «Господин Земли», можно предположить, что Эа вынужден был уступить власть над надземным миром своему брату.
Шумерский миф о сотворении первых людей рассказывает, что Энки с помощью своей жены Нинмах сотворил людей из глины, чтобы избавить богов от работы по прокапыванию русел рек и гор при сотворении мира. Несовершенство людей объясняется тем, что Энки и Нинмах опьянели от выпитого на пиру пива. Первого мужчину в шумеро-аккадском мифе звали Адапа.
Энки предупредил Зиусудру (шумерского аналога библейского Ноя) о насланном Энлилем Всемирном потопе и убедил построить Ковчег. Чтобы оправдать свои необычные действия, Зиусудра должен был сказать следующее: страшась гнева Энлиля, он больше не может оставаться в Месопотамии и строит корабль, чтобы перебраться во владения Эа. Поскольку в этот период население страдало от засухи и голода, горожане были убеждены, что как только Зиусудра уедет, Энлиль обрадуется и пошлёт им богатую жатву. Люди не только не возражали против строительства, но и помогали, что позволило закончить ковчег за семь дней. Когда Энки обвинили в разглашении тайны, он сказал, что ничего не выдавал, а только позволил человеку догадаться о планах богов.
Параллель с «Книгой Бытия» Библии очевидна. В шумеро-аккадской версии решение уничтожить человечество и попытка его спасти представляют действия разных божеств, что выглядит более логичным, так как события мифов в древних политеистических религиях основывались на конфликтах между разными богами. Стоит отметить аргументы документальной гипотезы о написании Библии и явном наличии следов политеизма и последующего редактирования в Библии, особенно в Ветхом завете. Трудно сказать, почему Энки пошёл на риск и выступил против воли богов — либо его так заботила судьба собственного творения, либо основой его поступка послужила вражда со старшим братом Энлилем.
«Энума элиш» описывает, как Эа убил Апсу, супруга Тиамат. Из-за этого случилась война богов с Тиамат (аналог мифа о титаномахии в греческой мифологии). Сын Эа Мардук разделил Тиамат на 2 части, породив мир, и стал верховным богом Вавилона.
В мифах Эа действует как главное божество-демиург (творец мира, богов и людей), носитель культуры, божество плодородия, создатель человечества. Обычно в сказаниях подчёркивается его доброта, но также и хитрость, капризность. Он часто изображается пьяным. Несмотря на то, что он является олицетворением мудрости, богине Инанне удаётся его обхитрить (миф об Инанне и похищении так называемых «мэ» — кодекса социальных, этических, культурных, правовых и ритуальных законов, созданных богами).

## Палеоэпиграфы
Первые клинописные упоминания об Энки восходят к XXVII—XXVI векам до н. э., к самому началу изобретения письменности.
Подробно описан в сказаниях «Энки и Мировой порядок» (или «Энки и мироздание»).

## Эпонимы
Именем Энки названа цепочка кратеров на спутнике Юпитера Ганимеде.

## Связанные персонажи
- Яхве
- Элохим
- Ям
- Энлиль
- Инанна
- Мардук